# Christiane Gohl
Christiane Gohl (Bochum, 1958) is een Duitse schrijfster die naast jeugdboeken, waarin paarden centraal staan, ook historische romans en non-fictie boeken schrijft. Zij gebruikt voor de verschillende genres diverse pseudoniemen, te weten Ricarda Jordan, Sarah Lark en Elisabeth Rotenberg. Haar boeken zijn in meerdere talen vertaald, waaronder Engels en Nederlands.

## Leven en werk
Op 10-jarige leeftijd raakte Gohl geïnteresseerd in paarden en toonde toen zij ouder werd ook speciale aandacht voor de rijkunst en de verzorging en behandeling van paarden.
Gohl woont op een boerderij in de buurt van het Andalusische bergdorp Mojácar bij Almería in het zuidoosten van Spanje, waar ze niet alleen zorgt voor gepensioneerde paarden maar ook over paarden schrijft.
Gohl studeerde geschiedenis en literatuur. Daarna werkte ze als reisleidster en vakjournaliste, zodoende ontdekte ze Nieuw-Zeeland, waar ze meteen werd gegrepen door het landschap en de mensen. Onder het pseudoniem Sarah Lark spelen verschillende van haar romans zich af in Nieuw-Zeeland en op Jamaica. Daarnaast gebruikt ze Ricarda Jordan als pseudoniem voor haar historische romans, die in de middeleeuwen spelen en het pseudoniem  Elisabeth Rotenberg voor non-fictieboeken.